# Рудин, Александр Никитович
Александр Никитович Рудин — советский хозяйственный, государственный и политический деятель.

## Биография
Родился в 1911 году в селе Слобода. Член КПСС с 1943 года.
С 1927 года — на хозяйственной, общественной и политической работе. В 1927—1963 гг. — землекоп, забойщик на рудниках, бригадир бетонщиков, старший инженер, начальник группы, начальник отдела Главного управления Наркомата авиационной промышленности СССР, заместитель директора, директор завода № 84 НКАП СССР, заместитель, первый заместитель Председателя Совета Министров Узбекской ССР.
Избирался депутатом Верховного Совета СССР 5-го созыва.
Делегат XXII съезда КПСС.
Умер после 1963 года.